# Châtel-Saint-Germain
 Châtel-Saint-Germain  es una población y comuna francesa, en la región de Lorena, departamento de Mosela, en el distrito de Metz-Campagne y cantón de Ars-sur-Moselle.

## Demografía
| 1191 | 1443 | 1616 | 1854 | 1799 | 1983 |
| Para los censos de 1962 a 1999 la población legal corresponde a la población sin duplicidades (Fuente: INSEE [Consultar]) |      |      |      |      |      |